# Truong Hai Group Corporation
Die Truong Hai Group Corporation (THACO) ist ein vietnamesischer Automobil- und Nutzfahrzeughersteller mit Sitz in Ho-Chi-Minh-Stadt.

## Geschichte
Das Unternehmen wurde im April 1997 als Truong Hai Automobile Co., Ltd. gegründet. Im Jahr 2007 änderte es seinen Namen in Truong Hai Group Corporation.
Für die Produktion von Mazda-Modellen wurde das Joint Venture Vina Mazda Automobile Manufacturing Co., Ltd. gegründet und 2011 ein erstes Werk eröffnet. In diesem Werk in Núi Thành, das eine theoretische Produktionskapazität von 10.000 Fahrzeugen hat, sind 300 Mitarbeiter beschäftigt. Ein weiteres Werk wurde 2018 eröffnet.
Mit 90 Mio. US-Dollar war Thaco 2017 nach Ford Vietnam und Honda Vietnam einer der kapitalstärksten Automobilhersteller in Vietnam.
Thaco beherrschte 2017 rund 40 % des Lastwagenmarktes, 50 % des Busmarkts und  26 % des Personenwagenmarkts in Vietnam. Im März 2018 wurde ein neues Produktionswerk für Mazda-Modelle eröffnet.
Das Unternehmen beschäftigt nach eigenen Angaben 14.900 Mitarbeiter.

## Modelle
Thaco produziert und vertreibt Fahrzeuge der Marken Kia, Hyundai, Mazda und Peugeot. Bei Vina Mazda wird der Mazda2 hergestellt.